# Antonio Prats Ventós
Antonio Prats Ventós (n. Barcelona; 24 de junio de 1925 - f. Santo Domingo; 13 de abril de 1999) fue un pintor, escultor, dibujante y ceramista dominico español. Llegó a la República Dominicana en el año 1940, junto a sus padres, los cuales eran parte de un grupo de españoles que huyeron de la guerra civil española. Era hijastro del pintor español Antonio Vila–Shum, aunque estuvo en contactos con el arte desde pequeño, no fue sino en Santo Domingo donde inició su formación artística participando en los talleres del pintor español Pascual Palacios, hasta 1942 donde inicia en la Escuela Nacional de Bellas Artes de Santo Domingo junto a los maestros José Gausachs y Manuel Pascual.
Su pasión principal era la escultura utilizando para ello la madera, la piedra, el mármol, el barro y los metales, considerado por algunos artistas que mayor variedad de maderas trabajo en la escultura dominicana. En 1946 participó en la III Bienal de Artes Plásticas y recibió el segundo premio de Escultura. En 1948 la IV Bienal le otorgó el segundo premio con una obra en alabastro.
Se identificó principalmente con el trópico en sus esculturas, pinturas y dibujos. Su mayor parte de trabajos de esculturas se realizaron con una orientación orgánica abstracta que más tarde influencio a muchos pintores plásticos.
En 1950 se inició como profesor en la Escuela Nacional de Bellas Artes de Santo Domingo y en 1967 inicia como profesor de Expresión, Diseño y Decoración de la Universidad Nacional Pedro Henriquez Ureña y en 1992 recibió el título doctor honoris causa por esta misma universidad.
Impartió exposiciones de artes en Cuba, Francia, Estados Unidos, España, Brasil y la República Dominicana. En 1994 recibe la Orden al Mérito Civil otorgado por el Rey de España. En 1966 recibió el Premio Nacional de Bellas Artes y la Orden al Mérito de Duarte, Sánchez y Mella otorgado por el gobierno de la República Dominicana, sus obras figuran en plazas y establecimientos de la República Dominicana, España y Puerto Rico. 

## Fallecimiento
Murió en Santo Domingo el 13 de abril de 1999.